# Степовий схил Молочного лиману
Степовий схил Молочного лиману — ботанічний заказник місцевого значення. Об'єкт розташований на території Якимівського району Запорізької області, біля поля №5 сівообігу №2, смт Кирилівка.
Площа — 7,7 га, статус отриманий у 1992 році.